# Katarina Fischer
Katarina Fischer (geboren 1982 in Hamburg) ist eine deutsche Schriftstellerin und Bildredakteurin. 
Fischer wirkt im Künstlerkollektiv HGich.T als „Karla Knyh“ mit und tritt als DJ in der Barbarabar auf.
Katarina Fischer lebt in Hamburg.

## Schriften
- Im Zweifel südwärts. Heyne Verlag 2013, ISBN 978-3-453-40983-5.
- Jetzt ist bald und nichts ist los. Heyne Verlag 2012, ISBN 978-3-453-40859-3.
- Liebe geht anders. Heyne Verlag 2010, ISBN 978-3-453-40787-9.